# Johnny Massaro
Johnny Jorge Massaro (Rio de Janeiro, 20 de janeiro de 1992) é um ator e diretor brasileiro. Conhecido por seus trabalhos na televisão e no cinema, tornou-se um dos mais versáteis atores de sua geração. Massaro já recebeu vários prêmios, principalmente em festivais de cinema internacionais, como o Indie Shorts Awards Miami e WorldFest-Houston International Film Festival.
Johnny iniciou sua carreira ainda na infância atuando em peças de teatro infantil, sendo a sua estreia em Deu a Louca nas Lendas, em 2003, onde interpretou o Príncipe Thobias. No entanto, tornou-se mais conhecido ao estrear na televisão em 2005 na novela Floribella, da Band. Atingiu maior popularidade no papel de Fernando Chalfon na telenovela teen Malhação, da TV Globo, entre 2007 e 2010. Desde então passou a ser recorrente em produções televisivas, destacando-se nas novelas Meu Pedacinho de Chão (2014), A Regra do Jogo (2015), Deus Salve o Rei (2018) e Terra e Paixão (2023), além da séries Amorteamo (2015) e Filhos da Pátria (2017).
Massaro também é reconhecido por suas atuações e direção no cinema, sobretudo pela versatilidade de seu trabalho. Sua estreia em filmes ocorreu em 2009 atuando na comédia dramática Divã. Em seguida, atuou em uma série de curtas-metragens até ser convidado para protagonizar o filme A Frente Fria que a Chuva Traz, um drama de Neville d'Almeida de 2016. Após esse trabalho, o ator protagonizou inúmeras outras produções, sendo aclamado em O Filme da Minha Vida (2017), Todas as Razões para Esquecer (2018), Os Primeiros Soldados (2022) e O Pastor e o Guerrilheiro (2023). Também se destacou por dirigir o filme A Cozinha, que participou de diversos festivais de cinema.
Em 4 de dezembro de 2024, estrelou no clipe da cantora e compositora Marina Sena, "Numa Ilha", formando um par romântico e vivendo uma relação ardente com Johnny. Juntos, os dois protagonizam cenas quentes, com direito ao ator completamente nu no final.

## Carreira

### 2003 — 2010: primeiros trabalhos e popularidade na televisão
Johnny nasceu no Rio de Janeiro em 1992. Desde a infância se interessou pela atuação. Iniciou sua carreira aos 11 anos participando de montagens no teatro infantil. Em 2003, interpretou o "Príncipe Thobias" na peça Deu a Louca nas Lendas. No mesmo ano, reprisou seu primeiro personagem na peça Pirou na Carochinha. Finalizou o ano de 2003 com o espetáculo Apague o Refletor, o Diretor Infartou no papel de "Pedro". No seguinte, em 2004, Massaro seguiu sua carreira nos palcos atuando em mais 4 peças de teatro infantil, sendo a primeira Brincando de Rock and Roll como "Ed". Seguiu ainda interpretando "Léo" em O Bicho Mãe, "Tobi" em O Ovo Encantado e "Robevaldo" em Severina.
Em abril de 2005, começou a atuar na versão brasileira da novela infanto-juvenil Floribella, sendo descoberto após sua rápida mas prolífica carreira no teatro. A trama era composta por duas temporadas e tinha como protagonista a atriz Juliana Silveira, que interpretava o papel de Maria Flor. Johnny Massaro, que tinha somente 13 anos na época, estreou na atuação na televisão como "João Pedro", um adolescente responsável e dedicado aos estudos.
Em 2006, interpretou "Boneco de Mola" no teatro na peça A Magia dos Brinquedos. Após o fim de Floribella, em agosto de 2006, realizou testes para a novela teen Malhação, da TV Globo. Ele conseguiu o papel de "Fernando Chalfon", que se popularizou como "Fernandinho" e deu ao ator maior repercussão nacional para Johnny. Permaneceu na novela entre 2007 e 2010. Essa novela marcou o início da evolução da carreira do ator, que ainda era adolescente aos 16 anos. Enquanto atuava na novela, ainda conciliou com trabalhos no teatro, trabalhando nas peças ABC do Amor (2007) como "Bruno", Esperando Godot (2008), adaptação da peça de teatro escrita pelo dramaturgo irlandês Samuel Beckett, como "Estragon", Lapso de Mim Mesmo (2009), interpretando os personagens duplos "Guilherme" e "Jorge", e Domingo a Outro não lê Jornal (2010) no papel de "Pedro".
Depois de ter um papel marcante em Malhação, o ator se destacou na filme Divã, sendo essa sua estreia nos cinemas, onde interpretou "Thiago Cunha", o filho adolescente da personagem "Mercedes Cunha", interpretada por Lília Cabral. Em 2010, prosseguiu com seus trabalhos no cinema atuando nos curtas-metragens Trupe, Para Onde Vão os Peixes Dourados e Equilíbrio Sexual. Johnny ainda estreou na direção experimental no curta-metragem Guimba.

### 2011 — 2019: amadurecimento da carreira e protagonismo
Em 2011, retornou à televisão interpretando novamente "Thiago Cunha", dessa vez na adaptação em formato de série do filme Divã. A série estreou em abril de 2011 na TV Globo. Também em 2011, Massaro dirigiu o espetáculo Alice & Gabriel, uma história adolescente que marcou sua estreia na direção teatral e teve a atriz Juliana Paiva no elenco. No mesmo ano, se envolveu em novos projetos no teatro, em Vermelho Valentino e Tango, Bolero e Cha Cha Cha. Em 2012, esteve de volta em curtas-metragens atuando em VHS e Ella, assim como interpretou "Yali" na peça Rebeldes: Sobre a Raiva.

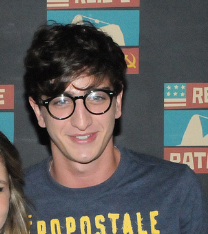
Johnny em 2012, no lançamento do filme Reis e Ratos.

Entre outubro de 2012 e abril de 2013, interpretou "Kiko" no remake Guerra dos Sexos, novela das sete da TV Globo. Na trama, Johnny interpreta o filho de "Roberta Leoni", personagem interpretada por Glória Pires. O papel de Johnny teve grande destaque na história, assim como ocorreu com Diogo Vilela, que interpretou o mesmo personagem na versão original exibida na Globo em 1983. Em 2013, fez uma participação no seriado A Grande Família, interpretando o personagem Agostinho (Pedro Cardoso) na juventude, e esteve nos espetáculos O Tempo e os Conways e R&J de Shakespeare - Juventude Interrompida, interpretando Romeu nesta última.
Em 2014, aos vinte e três anos, foi escalado para interpretar um dos protagonistas da novela das seis Meu Pedacinho de Chão, um reboot da telenovela homônima de 1971. Na trama, interpretou "Ferdinando Napoleão", um engenheiro agrônomo preocupado com o bem estar de todos ao seu redor. O trabalho marcou uma mudança no perfil de personagens que Johnny estava acostumado a fazer na televisão, deixando para trás o arquétipo de "jovem nerd" e despontando como protagonista de novela. O papel lhe rendeu o Prêmio Quem de Melhor Ator Coadjuvante de Televisão em 2015.
Em 2015, recebeu mais um papel de protagonista, dessa vez na minissérie Amorteamo, estrelando ao lado de Marina Ruy Barbosa e Arianne Botelho. A história da série retrata um grande amor de infância que é interrompido por um trágico acidente. Gabriel (interpretado por Johnny Massaro) e Lena (interpretada por Arianne Botelho) acreditam que poderiam passar suas vidas juntos se desafiarem a vontade de seus pais, mas, infelizmente, a vida prova-se amarga para o casal apaixonado, que é confrontado pela dura realidade da morte que envolve o amor que compartilham. Ainda em 2015, foi escalado para atuar na novela A Regra do Jogo, no papel jovem inseguro "Cesário", filho da bipolar "Nelita", interpretada por Bárbara Paz, que foi criado para herdar o império empresarial de seu avô "Gibson" (papel de José de Abreu), o grande vilão da trama. Em 2016, estrelou o drama A Frente Fria que a Chuva Traz, de Neville d'Almeida, marcando sua volta aos cinemas, onde mais tarde viria a se consagrar.
Em 2017, Johnny Massaro teve um papel na série Filhos da Pátria, que aborda eventos históricos do Brasil do século XIX, incluindo a recente independência do país. Ele interpretou o personagem "Geraldinho", um herdeiro da família real que tinha ideias revolucionárias e surpreendentes para a época. O elenco da série, que teve roteiro escrito por Bruno Mazzeo e Mauricio Farias, ainda era formado por Fernanda Torres, Alexandre Nero, Matheus Nachtergaele e Lara Tremouroux. Ainda em 2017, participou do episódio "Cinderela do Chupa Chupa" da série TOC's de Dalila, do Multishow, como o personagem "Caio Diniz Alcântara". Também estrelou o espetáculo Estranhos.com ao lado de Déborah Evelyn.
Massaro teve um grande destaque em O Filme da Minha Vida (2017). Ele foi o protagonista da história, interpretando "Tony", um jovem que retorna à sua cidade natal, na Serra Gaúcha, e descobre que seu pai, que havia voltado para a França, não está mais lá. O filme foi dirigido por Selton Mello e foi um dos grandes destaques do cinema brasileiro em 2017. Depois de se destacar em O Filme da Minha Vida, Johnny Massaro foi escolhido para ser um dos protagonistas de Deus Salve o Rei, escrita por Daniel Adjafre. Seu personagem é um príncipe que precisa assumir o trono após seu irmão mais velho abdicar do cargo, e a trama apresenta situações engraçadas e dramáticas. Ao contracenar com Tatá Werneck, o ator demonstrou seu talento tanto na comédia quanto no drama, consolidando sua posição como um dos melhores atores da atualidade. No mesmo ano, despontou no cinema no drama romântico Todas as Razões para Esquecer, no papel de "Antônio", um jovem publicitário que está lidando com as questões emocionais após o término de um longo relacionamento. Em 2019, atuou no curta-metragem Looking for a New Place to Begin, que lhe deu projeção internacional sendo exibido em festivais de cinema em vários países, lhe rendendo prêmios.

### 2020-presente:  Verdades Secretas, Terra e Paixão e Cinema
Em 2020, se dedicou à produção do curta-metragem Amarillas. O filme foi dirigido pelo ator em 2012 quando ele cursava a faculdade de cinema, mas ficou esquecido em seus arquivos, sendo reencontrado pelo ator durante o isolamento social ocasionado pela pandemia de COVID-19, em 2020. No elenco do filme, estão Carolinie Figueiredo e Rael Barja, que atuaram o ator em Malhação, além de Chay Suede, Sophia Abrahão, Mariah Rocha e Ícaro Silva. Também no ano de 2020, atuou na série Amor e Sorte como "Hugo" no episódio final. A série foi gravada de forma remota devido a pandemia e o ator foi convidado para participar por seus então vizinhos de apartamento, Caio Blat e Luisa Arraes, após o lançamento do filme Amarillas nas redes sociais.
Em 2021, foi convidado para a segunda temporada da novela Verdades Secretas, onde interpretou "Giotto", jovem que vive um romance intenso com "Mateus" (personagem de Bruno Montaleone), ao mesmo tempo em que seu amante se envolve secretamente com toda sua família, incluindo seu pai (Celso Frateschi), sua madrasta (Deborah Evelyn) e sua irmã (Julia Stockler). Em seguida, estreou dois filmes seus. No drama biográfico Doutor Gama, lançado no Globoplay, interpretou "Antônio", e na comédia O Auto da Boa Mentira interpretou o empresário "Felipe Porto".  Também em 2021, foi lançado em festivais de cinema o filme Os Primeiros Soldados, onde Johnny interpreta o protagonista "Suzano", um biólogo que enfrenta o diagnóstico de AIDS ainda nos primórdios do surgimento da doença no início da década de 1980.

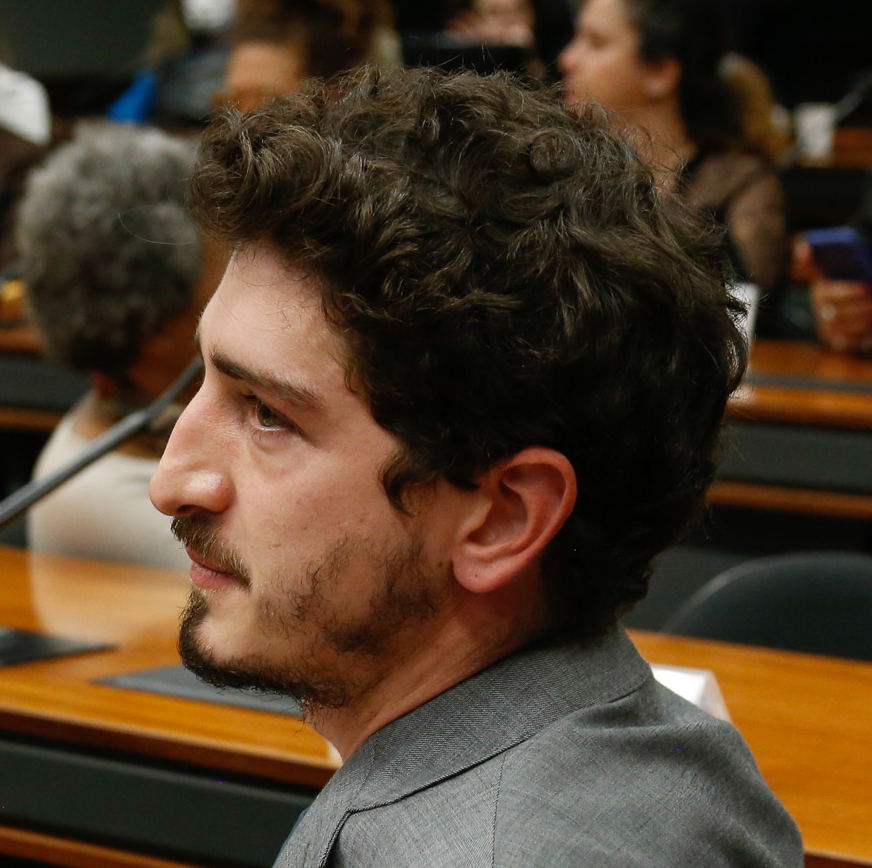
Massaro em 2022, na Câmara dos Deputados em Brasília.

Em maio de 2022, fez uma participação especial na novela Além da Ilusão, no papel do vilão "Nelsinho". Em 2022, viveu um dos protagonistas do filme O Pastor e o Guerrilheiro, inspirada em fatos reais, dirigida por José Eduardo Belmonte, ele interpreta um guerrilheiro preso na mesma cela durante a ditadura militar com um pastor evangélico. O ator também integra o elenco do curta-metragem Tiro de Misericórdia e do longa Transe. Estreou como diretor com o seu primeiro filme A Cozinha na mostra do Festival do Rio.
Em 2023, interpretará o protagonista na telenovela das nove Terra e Paixão, de Walcyr Carrasco dirigida por Luiz Henrique Rios. Na trama, que se passará no Mato Grosso do Sul, disputará o amor da protagonista "Aline", personagem de Bárbara Reis, com seu irmão interpretado por Cauã Reymond. Também em 2023, será o protagonista da série Delegado, do Canal Brasil, rodada no Recife, como um jovem concursado que assume uma delegacia na capital pernambucana e precisa enfrentar situações diversas.

## Vida pessoal
Johnny sempre manteve-se discreto quanto a sua vida pessoal. Em 2021, o ator assumiu publicamente sua sexualidade, declarando-se como gay. Durante uma entrevista ao portal POPline, o ator explicou que decidiu falar publicamente sobre sua orientação sexual quando o filme Os Primeiros Soldados estreou internacionalmente, no qual ele interpreta um personagem gay. Durante a entrevista, Johnny explicou que a estreia do filme na Alemanha coincidiu com o momento em que ele decidiu tornar pública a sua orientação sexual. Ele ainda acrescentou que houve vários debates sobre o tema durante a promoção do filme, tornando a situação providencial.
Em fevereiro de 2021, iniciou um namoro com o professor de direito João Pedro Accioly, com quem tinha uma amizade desde a infância, após se conhecerem na casa dos avós de João em 1997. O relacionamento foi assumido publicamente em outubro do mesmo ano nas redes sociais de ambos. O namoro chegou ao fim em novembro de 2022.

## Filmografia

### Televisão
| Ano       | Título                                            | Personagem                                  | Notas                                |
| --------- | ------------------------------------------------- | ------------------------------------------- | ------------------------------------ |
| 2005–2006 | Floribella                                        | João Pedro Fritzenwalden (JP)               |                                      |
| 2007–2009 | Malhação                                          | Fernando Chalfon (Fernandinho)              | Temporadas 15–17                     |
| 2009      | Malhação                                          | Fernando Chalfon (Fernandinho)              | Temporadas 15–17                     |
| 2009–2010 | Malhação                                          | Fernando Chalfon (Fernandinho)              | Temporadas 15–17                     |
| 2011      | Divã                                              | Thiago Cunha                                |                                      |
| 2012–2013 | Guerra dos Sexos                                  | Carlos Henrique dos Santos Leone (Kiko)     |                                      |
| 2013      | A Grande Família                                  | Agostinho Carrara (jovem)                   | Episódio: "De Volta ao Passado"      |
| 2014      | Meu Pedacinho de Chão                             | Ferdinando Napoleão                         |                                      |
| 2015      | Amorteamo                                         | Gabriel Aragão                              |                                      |
| 2015–2016 | A Regra do Jogo                                   | Cesário Stewart                             |                                      |
| 2017      | TOC's de Dalila                                   | Caio Diniz Alcântara                        | Episódio: "Cinderela do Chupa Chupa" |
| 2017–2019 | Filhos da Pátria                                  | Geraldo Bulhosa Filho (Geraldinho)          |                                      |
| 2018      | Deus Salve o Rei                                  | Rodolfo de Monferrato, Príncipe de Montemor |                                      |
| 2020      | Amor e Sorte                                      | Hugo                                        |                                      |
| 2021      | Verdades Secretas II                              | Giotto Ewbank                               |                                      |
| 2022      | Além da Ilusão                                    | Nelson (Nelsinho)                           | Episódios: "14–27 de maio"           |
| 2023      | Terra e Paixão                                    | Daniel La Selva                             | Episódios: "8 de maio–6 de julho"    |
| 2025      | Máscaras de Oxigênio (não) Cairão Automaticamente | Fernando                                    |                                      |

### Cinema
como ator
| Ano  | Título                           | Personagem         | Nota           |
| ---- | -------------------------------- | ------------------ | -------------- |
| 2009 | Divã                             | Thiago Cunha       |                |
| 2010 | Trupe                            | —                  | Curta-metragem |
| 2010 | Para Onde Vão os Peixes Dourados | —                  | Curta-metragem |
| 2010 | Equilíbrio Sexual                | —                  | Curta-metragem |
| 2012 | Ella                             | Thomaz             | Curta-metragem |
| 2012 | VHS                              | João               | Curta-metragem |
| 2015 | 1981                             | —                  | Curta-metragem |
| 2015 | Ação de Despejo                  | Benjamin           | Curta-metragem |
| 2016 | A Frente Fria que a Chuva Traz   | Alison             |                |
| 2017 | O Filme da Minha Vida            | Tony Terranova     |                |
| 2018 | Todas as Razões Para Esquecer    | Antônio            |                |
| 2019 | Looking for a New Place to Begin | Cantor             | Curta-metragem |
| 2020 | Alice & Só                       | Sócrates (Só)      |                |
| 2021 | Doutor Gama                      | Antônio (jovem)    |                |
| 2021 | O Auto da Boa Mentira            | Felipe Porto       |                |
| 2022 | Os Primeiros Soldados            | Suzano             |                |
| 2022 | Tiro de Misericórdia             | Francisco          | Curta-metragem |
| 2023 | O Pastor e o Guerrilheiro        | João               |                |
| 2023 | Transe                           | Johnny             |                |
| 2024 | Aumenta que é Rock 'n Roll       | Luiz Antonio Mello |                |

como diretor
| Ano  | Título        | Nota           |
| ---- | ------------- | -------------- |
| 2010 | Guimba        | Curta-metragem |
| 2020 | Amarillas     | Curta-metragem |
| 2022 | Depois Quando | Curta-metragem |
| 2022 | A Cozinha     | Longa-metragem |

### Internet
| Ano  | Título              | Papel | Nota     |
| ---- | ------------------- | ----- | -------- |
| 2011 | Quero ser Solteira! | Cadu  | Websérie |

### Videoclipe
| Ano  | Grupo/Cantor  | Música      |
| ---- | ------------- | ----------- |
| 2019 | Barbara Ohana | "Chains"    |
| 2024 | Marina Sena   | "Numa Ilha" |

## Teatro
como ator
| Ano  | Título                                      | Papel                     |
| ---- | ------------------------------------------- | ------------------------- |
| 2003 | Deu a Louca nas Lendas                      | Príncipe Thobias          |
| 2003 | Pirou na Carochinha                         | Príncipe Thobias / Sonado |
| 2003 | Apague o Refletor, o Diretor Infartou       | Pedro                     |
| 2004 | Brincando de Rock and Roll                  | Ed                        |
| 2004 | O Bicho Mãe                                 | Leo                       |
| 2004 | O Ovo Encantado                             | Tobi                      |
| 2004 | Severina                                    | Robervaldo                |
| 2006 | A Magia dos Brinquedos                      | Boneco de Mola            |
| 2007 | ABC do Amor                                 | Bruno                     |
| 2008 | Esperando Godot                             | Estragon                  |
| 2009 | Lapso de Mim Mesmo                          | Jorge / Guilherme         |
| 2010 | Domingo a Outro não lê Jornal               | Pedro                     |
| 2011 | Vermelho Valentino                          | Frederico                 |
| 2011 | Tango, Bolero e Cha Cha Cha                 | Denis                     |
| 2012 | Rebeldes: Sobre a Raiva                     | Yali                      |
| 2013 | O Tempo e os Conways                        | Robin                     |
| 2013 | R&J de Shakespeare - Juventude Interrompida | Romeu                     |
| 2015 | Cara de Fogo                                | Kurt                      |
| 2017 | Estranhos.com                               | William                   |
| 2019 | Os Sete Afluentes do Rio Ota                | Vários personagens        |
| 2021 | Dez por Dez                                 | Homem de 20 anos          |
| 2025 | Visitando o Sr. Green                       | Ross                      |

como diretor
| Ano  | Título                |
| ---- | --------------------- |
| 2011 | Alice & Gabriel       |
| 2013 | A Raiva               |
| 2013 | Podia Ter Mais Açúcar |
| 2013 | Devagar Criança Doida |

## Prêmios e indicações
| Ano  | Prêmio                                                                   | Categoria                                   | Trabalho indicado                | Resultado |
| ---- | ------------------------------------------------------------------------ | ------------------------------------------- | -------------------------------- | --------- |
| 2009 | Prêmio Contigo! de TV                                                    | Melhor Ator Revelação                       | Malhação                         | Indicado  |
| 2010 | FESTU Rio                                                                | Melhor Ator                                 | Eles / Você Tem Fogo?            | Venceu    |
| 2014 | Meus Prêmios Nick                                                        | Ator Favorito                               | Meu Pedacinho de Chão            | Indicado  |
| 2014 | Prêmio Quem de Televisão                                                 | Melhor Ator Coadjuvante de Televisão        | Meu Pedacinho de Chão            | Venceu    |
| 2018 | Prêmio Aplauso Brasil de Teatro                                          | Melhor Elenco (com Deborah Evelyn)          | Estranhos.com                    | Venceu    |
| 2018 | Prêmio Fiesp/Sesi de Cinema e TV                                         | Melhor Ator (Cinema)                        | O Filme da Minha Vida            | Indicado  |
| 2018 | Prêmio Extra de Televisão                                                | Melhor Ator                                 | Deus Salve o Rei                 | Indicado  |
| 2019 | Prêmio F5                                                                | Melhor Ator de Humor                        | Filhos da Pátria                 | Indicado  |
| 2019 | Prêmio The Brazilian Critic                                              | Melhor Ator Coadjuvante em Série de Comédia | Filhos da Pátria                 | Venceu    |
| 2019 | WorldFest-Houston International Film Festival                            | Melhor Ator (Critics' Choice Award)         | Todas as Razões para Esquecer    | Venceu    |
| 2020 | Sarajevo Fashion Film Festival                                           | Melhor Ator                                 | Looking for a New Place to Begin | Venceu    |
| 2020 | UK Fashion Film Festival                                                 | Melhor Ator                                 | Looking for a New Place to Begin | Indicado  |
| 2020 | Indie Shorts Awards Miami                                                | Melhor Ator                                 | Looking for a New Place to Begin | Venceu    |
| 2021 | London Fashion Film Festival                                             | Melhor Ator/ Modelo                         | Looking for a New Place to Begin | Venceu    |
| 2021 | Croatia Fashion Film Festival                                            | Melhor Ator – Modelo                        | Looking for a New Place to Begin | Venceu    |
| 2021 | Festival Sesc Melhores Filmes                                            | Melhor Ator Nacional                        | Alice & Só                       | Indicado  |
| 2021 | Poc Awards                                                               | Poc do Ano                                  | Johnny Massaro                   | Indicado  |
| 2021 | Poc Awards                                                               | Ator                                        | Johnny Massaro                   | Indicado  |
| 2022 | Curta Taquary                                                            | Melhor Filme (Mostra Brasil)                | Depois Quando                    | Indicado  |
| 2022 | FestCine: Festival de Cinema de Pinhais                                  | Curta-metragem ficção: Melhor Filme         | Depois Quando                    | Indicado  |
| 2022 | FestCine: Festival de Cinema de Pinhais                                  | Curta-metragem ficção: Melhor Diretor       | Depois Quando                    | Venceu    |
| 2022 | Curta Coremas                                                            | Melhor Filme (Mostra Brasil)                | Depois Quando                    | Venceu    |
| 2022 | Curta Coremas                                                            | Melhor Roteiro (Mostra Brasil)              | Depois Quando                    | Venceu    |
| 2022 | Festival Petit Pavé                                                      | Melhor Filme do Júri Popular                | Depois Quando                    | Indicado  |
| 2022 | Festival de Gramado                                                      | Melhor Ator                                 | O Pastor e o Guerrilheiro        | Indicado  |
| 2022 | Festival do Rio                                                          | Melhor Longa (Novos Rumos)                  | A Cozinha                        | Indicado  |
| 2022 | Festival Audiovisual Comunicurtas                                        | Melhor Longa Nacional                       | A Cozinha                        | Indicado  |
| 2023 | Rio LGBTQIA+ Film Festival                                               | Melhor Longa-metragem                       | A Cozinha                        | Indicado  |
| 2023 | Rio LGBTQIA+ Film Festival                                               | Melhor Direção                              | A Cozinha                        | Venceu    |
| 2023 | DIGO - Festival Internacional da Diversidade Sexual e de Gênero de Goiás | Melhor Longa-metragem                       | A Cozinha                        | Indicado  |
| 2023 | Bravo! Melhores do Ano                                                   | Melhor Filme Brasileiro                     | A Cozinha                        | Indicado  |
| 2023 | Festival Sesc Melhores Filmes                                            | Melhor Ator Nacional                        | Os Primeiros Soldados            | Indicado  |
| 2023 | Prêmio Guarani de Cinema Brasileiro                                      | Melhor Ator                                 | Os Primeiros Soldados            | Indicado  |
| 2023 | Inffinito Brazilian Film Festival                                        | Melhor Ator                                 | O Pastor e o Guerrilheiro        | Venceu    |
| 2024 | Festival Sesc Melhores Filmes                                            | Melhor Ator Nacional                        | O Pastor e o Guerrilheiro        | Indicado  |
| 2024 | Prêmio Grande Otelo                                                      | Melhor Ator de Filme                        | Aumenta que É Rock 'n Roll       | Pendente  |
| 2025 | SEC Awards                                                               | Melhor Performance em Filme Nacional        | Aumenta que É Rock 'n Roll       | Pendente  |